# Storia di Castrocaro

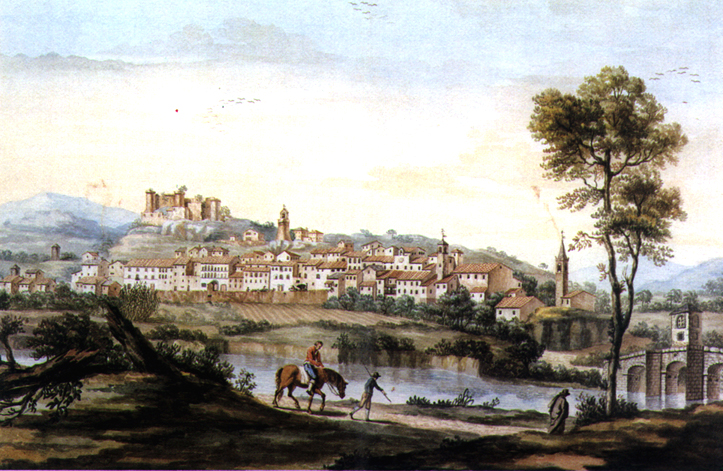
Veduta della Terra di Castrocaro (stampa settecentesca).

La storia di Castrocaro è legata a quella delle sue acque e a quella della sua antica rocca. La fortezza arroccata, che domina tutto l'abitato, è stata anche il principale centro urbano dell'entroterra romagnolo in epoca medievale.

## Origine del toponimo

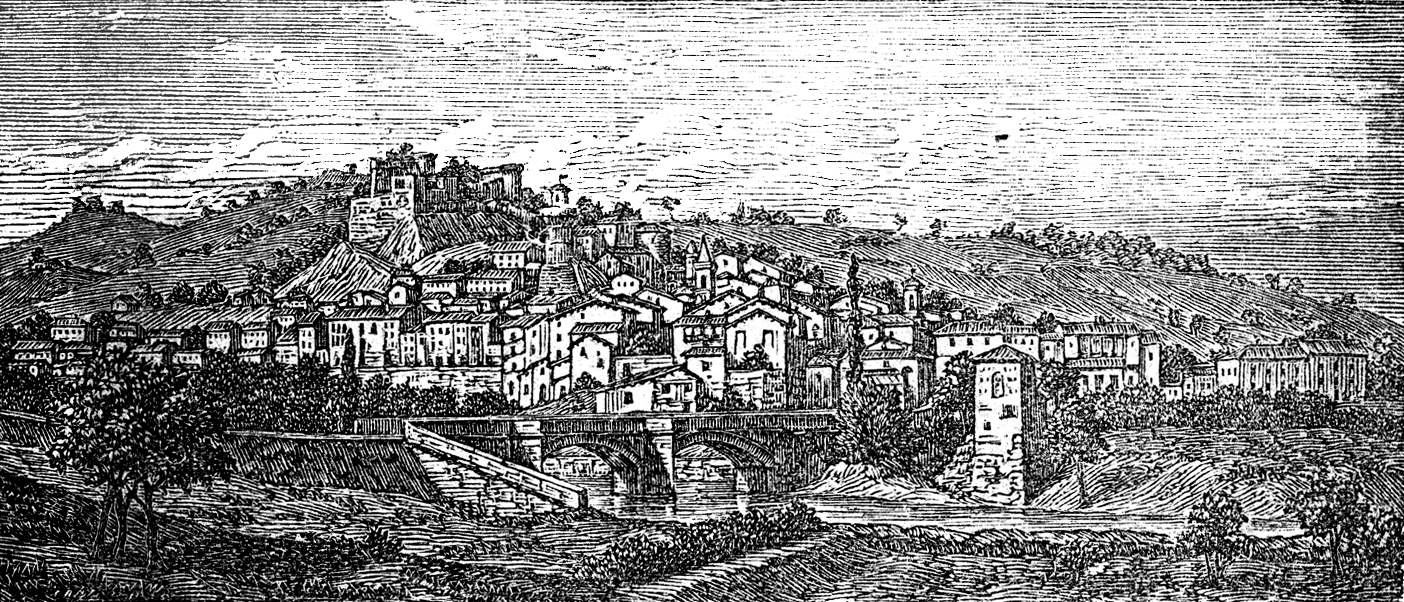
Veduta di Castrocaro (stampa ottocentesca).

Il nome di Castrocaro ha un'origine incerta. Sono state proposte due diverse interpretazioni:
1. “Castrocarium”[2] - Il nome pare riferirsi a due persone presenti al rogito a Ravenna di una transazione del monastero di Sant'Apollinare Nuovo nel 1059, un certo Carus o Carinus, vissuto nel III secolo d.C.[3];
2. “Caster” + “Car”[4] - Storicamente si ritiene che i Galli Senoni, stanziatisi nella zona di Castrocaro a partire dal IV secolo a.C., costruirono il castello dandogli il nome di Castercar, formato dalle locuzioni celtiche Caster e Car, "luogo caro".

Recentemente è stata rinvenuta (dallo studioso Elio Caruso) al museo Correr di Venezia una pergamena scritta il 3 dicembre 961 dal re Ottone di Sassonia nel Castro Aukario. 

## Età antica
Il sito, che per la sua altezza era facilmente difendibile ed era posizionato in una zona fortemente strategica, era già frequentato in epoca preistorica. La presenza dell'uomo è attestata dal ritrovamento di frammenti fittili attribuibili a una popolazione della cultura appenninica, rinvenuti sul luogo nel 1979.
Ritrovamenti di epoca romana sono stati rinvenuti in una zona pianeggiante a valle di Castrocaro nei pressi della vecchia pieve di Santa Reparata.
Nell'Ottocento, è stata ritrovata in località Fondo Frassineto di una stipe votiva legata all'utilizzo delle acque salsobromoiodiche.

## Medioevo
Sebbene la prima menzione di un castrum con questo nome si abbia solamente nel 1035 (Castrum Carium), probabilmente l'insediamento fortificato esisteva già da qualche secolo, con un altro nome: Sussubium. In un passo del Liber Pontificalis si dice che attorno al 754 il re dei Franchi Pipino il Breve, dopo aver sconfitto il re longobardo Astolfo concesse, per mano dell'abate Fulrado, alcune località dell'Esarcato e della Pentapoli, fra cui Forum Livii cum castro Sussubio. Nel 1059 si ha la prima testimonianza scritta, in una pergamena in cui si cita come testimone un certo “Guido de Castrocario”. Dal 1118 il castello appartenne alla famiglia dei Conti di Castrocaro, i Pagani.
I Pagani, infatti, andarono a costituire una contea rurale che si estendeva al di fuori dei limiti territoriali della Pieve di Santa Reparata, un santuario situato più a nord rispetto all'insediamento medievale di Castrocaro, esistente almeno dall'VIII secolo e che sicuramente fino al X e XI secolo aveva avuto un'importante consistenza demica. La contea dei Pagani assumeva così una configurazione autonoma rispetto a Forlì e Ravenna, vulnerando l'unità del centro maggiore, Forlì, di cui era titolare l'arcivescovo di Ravenna Guiberto, cioè l'antipapa filo-imperiale Clemente III, appoggiato dal vescovo di Forlì. Un complesso gioco di relazioni, dunque, che dimostra certamente come i Pagani, anti-forlivesi e anti-ravennati, si fossero inseriti fra i dominii dei conti Guidi (Modigliana e Dovadola) e quelli della Chiesa ravennate a indebolire i tradizionali equilibri di potere locali.
Una conferma di questo stato di cose, anche se per ora ha soltanto carattere di ipotesi, potrebbe venire da quest'evento: Matilde del Sacro Romano Impero tenne un placito nella Pieve di Santa Reparata per dirimere una controversia dovuta al fatto che il vescovo di Forlì - secondo la querela della controparte, cioè la badia benedettina di Santa Maria foris portam di Faenza - aveva occupato i beni e le rendite della pieve di Santa Reparata che i suoi predecessori avevano donato al monastero fiorentino; il giudizio di Matilde fu a favore dei monaci di Santa Maria; suo garante ed esecutore venne designato proprio Bonifacio, conte di Castrocaro.
Tra il 12 ottobre 1160 e il 23 gennaio 1164 l'imperatore Federico Barbarossa fu presente nel castello di Castrocaro: il fatto dimostra l'importanza che il luogo aveva raggiunto dal punto di vista strategico. Nel 1179 il castello fu assediato dall'esercito imperiale per il sospetto di contatti fra Castrocaro e la Lega Lombarda, ma resistette grazie anche all'appoggio dei Faentini. Dal 1189 al 1213 il castello di Castrocaro è occupato dai forlivesi. Nel 1213 il castello fu di nuovo assediato dai forlivesi nel tentativo di riprendere il loro controllo sul contado. Nella seconda metà del XIII secolo Castrocaro fu un possedimento Gianciotto Malatesta (marito di Francesca da Polenta, la celeberrima Francesca cantata da Dante Alighieri).
Alla metà del XIV secolo il cardinale Egidio Albornoz riportò Castrocaro e il suo contado sotto il controllo della Santa Sede. Il successore del cardinale Albornoz, Anglico de Grimoard, nuovo legato pontificio della provincia di Romagna, fu incaricato dalla Santa Sede di censire la presenza di città, il numero di nuclei abitativi, fortilizi, suddivisioni feudali, forze finanziarie e capacità contributive dei singoli centri e dei presidi militari della Provincia. La relazione, denominata Descriptio provinciæ Romandiolæ, fu pubblicata nel 1371.
Di Castrocaro si descrive la posizione (nella provincia di Romagna nella diocesi di Forlì) e se ne elencano le località confinanti: Oriolo (comune di Faenza), Faenza, Modigliana, Dovadola, Salutare, casa Petrignano (a nord-est di Marsignano, comune di Predappio) e Colmano. L'Anglico passa poi a parlare del castello, strutturato in una parte superiore, dove si trova una torre chiamata "girone", e in una inferiore, che è chiamata rocca. A custodia della rocca è posto un castellano con venti soldati e una provvisione annuale di 10 fiorini.
La Descriptio afferma che fra la rocca ed i borghi è presente una cerchia di mura denominata “Murata”, elenca le quattro porte di accesso al castello (Porta dell'Olmo, Porta Zardorum, Porta San Nicola, Porta Franca) e parla delle varie ville presenti sul territorio.
Il cardinale registra anche il numero di “focolari” (capifamiglia con una minima capacità di solvenza fiscale) ed attesta la presenza di: un Podestà, un notaio e un famiglio, con i rispettivi salari.
Le condizioni economiche dello Stato Pontificio, peggiorate anche causa della "cattività avignonese)", nel XIV secolo non permisero più un controllo efficace della “Provincia Romandiole”. Così, papa Bonifacio IX nel 1394 diede in pegno ai Fiorentini il castello e il contado di Castrocaro per 18.000 fiorini d'oro; però il castellano, Tommaso conte di Novi, non permise ai Fiorentini l'accesso al paese.
Il 19 maggio 1403 i Fiorentini riuscirono ad entrare in possesso della fortezza, solo dopo aver pagato altri 2.000 fiorini.
Tra 1300 e 1400 la Repubblica di Firenze, per mezzo di acquisti, conquiste militari, trasformazioni di rapporti di accomandigia in rapporti di sudditanza, estese il suo dominio sulla Romagna. I territori acquisiti, negli statuti fiorentini del 1415 figurano come “Provinciae Florentiae in partibus Romandiolae”.
Dagli statuti del 1415 di Firenze emerge come Castrocaro era considerata una delle 21 castellanie maggiori del territorio soggetto.
Fino al 1454, anno della pace di Lodi, con la quale iniziò una fase di relativa stabilità fra gli stati italiani, è registrata la presenza di fanti alla difesa del castello.
La rocca di Castrocaro rimase inespugnata agli assalti di Agnolo della Pergola e di Cecco da Montagnana nel 1424 e 1425, di Nicolò Piccinino nel 1440 e di Bartolomeo Colleoni nel 1467.
Verso la fine del ‘400 tuttavia, cominciò a preoccupare l'arretratezza della struttura del castello rispetto alle moderne tecniche di assalto.